# Romain Cornut
Pour les articles homonymes, voir Cornut.
Romain Cornut (1809-1874) est un homme de lettres français.

## Biographie
Né en 1809 à Saint-Martin-de-Valamas en Ardèche, d’un père lui-même originaire de Fay-sur-Lignon en Haute-Loire, il suit des études de lettres puis de droit à Paris. Il soutient une thèse de licence à la Faculté de droit de Paris, devant un jury dirigé par Antoine Marie Demante le 29 août 1839, et répondit, selon l’usage, sur le droit français et sur le droit romain.
Cornut est ensuite professeur de rhétorique au petit séminaire de Saint-Nicolas-du-Chardonnet (1836-1837). Il édite les Confessions de Louise de La Vallière et écrit des grammaires grecques à l’usage des débutants.
Journaliste, il écrit pour plusieurs journaux et devient notamment rédacteur pour L’Univers religieux, quotidien catholique ultramontain. Après la Révolution de 1848, il change radicalement d’opinions politiques, devenant rédacteur à La Vérité, à L’Avenir, à la Revue de Paris ainsi qu’au Courrier de Paris. Il s’intéresse alors aux thèses de Proudhon et lui écrit. Proudhon lui répondra en 1853, lui expliquant son anarchisme ; il lui dédiera même sa Philosophie du progrès.
Avocat à la Cour royale de Paris, il acquerra une certaine notoriété lors d’un procès en 1845, où il défend deux prêtres de Privas accusés d’avoir détourné une mineure protestante. Son plaidoyer est, si l’on en croit le compte rendu de L’Espérance, particulièrement émouvant et éloquent, et permet aux deux accusés, nommés Marlhins et Bauméa, de gagner leur procès. Il reçoit d’ailleurs pour ce fait d’armes une médaille d’or offerte par les citoyens de l’Ardèche et le représentant terrassant le démon de l’impiété.
Il meurt en 1874, probablement en Ardèche.

## Œuvre
Littérature
- Discours sur Voltaire, envoyé au concours de l’Académie française, Perisse frères, 1844.
- Voltaire complice et conseiller du partage de la Pologne, d’après sa propre correspondance où l’on voit quel rôle jouèrent dans cette question la politique la philosophie et l’Église, Lecoffre, 1846. – Deux textes très critiques à l’égard du philosophe.
- Les Confessions de Madame de la Vallière repentante, écrites par elle-même et corrigées par Bossuet, avec un commentaire historique & littéraire par Romain Cornut, Didier, 1854.

Langues anciennes
- Abrégé de la Grammaire grecque et latine comparée à l’usage des classes de huitième et de septième, Debécourt, 1843
- Grammaire grecque latine comparée. Troisième et Seconde, Debécourt, 1843. – Cet ouvrage fut attaqué en 1845 par Joseph Jacob dans un libelle qui attribue la recommandation officielle de ce livre aux amitiés de Romain Cornut avec certains académiciens et ira jusqu’à écrire que « l'élève qui s'en rapporterait aux principes de M. Cornut remplirait ses thèmes latins ou grecs de solécismes et de barbarismes monstrueux ».
- Jardin des racines grecques et latines mises en vers et alexandrins, 1re édition : Hachette, 1844 ; 2e édition : Lecoffre, 1846.
- Petite Grammaire grecque et latine à l’usage des classes inférieures, 1re édition : Lecoffre 1845 ; 2e édition : Lecoffre, 1846.
- Le Guide du jeune latiniste, ou Exercices pratiques sur les déclinaisons et les conjugaisons, Hachette, 1847.
- Lexique des racines latines mises en vers français par ordre de déclinaisons et de conjugaisons, 1re édition : Hachette, 1847 ; 2e édition : Perisse frères, 1850.

## Sources
- Pierre Larousse, Grand dictionnaire universel du XIXe siècle, Larousse, 1866-1877
- Jules Lermina, Dictionnaire universel illustré, biographique et bibliographique, de la France contemporaine, Boulanger, 1885
- Gustave Vapereau, Dictionnaire universel des contemporains, 1893